# خنده در باران
خنده در باران فیلمی سینمایی به کارگردانی داریوش فرهنگ محصول سال ۱۳۸۹ ایران است.

## خلاصه فیلم
دکتر نادر آذرنگ، پزشک جوان ایرانی موفق به ابداع روشی برای ثبت حافظه بیماران در کما میشود. با این روش اطلاعات و خاطرات بیمار به صورت امن تا زمان خروج بیمار از کما نگهداری میشود و پس از خروج بیمار از کما اطلاعات به مغز او بازمیگردد. مشکل از جایی آغاز میشود که در هنگام بازگردانی اطلاعات دو بیمار اشتباهی رخ میدهد و خاطرات آن دو جابجا میشود. یکی از بیماران خوشه (نامزد سابق دکتر آذرنگ) و دیگری مرد جوان حقه بازی به نام بهروز است که میخواهد از ظاهر جدید خود برای پیدا کردن یک شوهر پولدار استفاده کند...

## بازیگران
- شقایق فراهانی  در نقش خوشه
- علی‌رضا جلالی‌تبار در نقش نادر
- مرجانه گلچین  در نقش توران
- نصرالله رادش   در نقش بهروز
- مهران رجبی در نقش بازرس
- صالح میرزاآقایی  در نقش ذبیح
- رضا فیاضی  در نقش پدر خوشه
- پوراندخت مهیمن  در نقش محبوبه
- رسول نجفیان  در نقش پدر نادر
- ندا مقصودی  در نقش ارغوان
- سارا منجزی  در نقش طلا
- علی کاظمی در نقش عباد
- محمود یاراحمدی در نقش عماد
- بهاره رهنما   در نقش پرستار
- گوهر خیراندیش  در نقش روانشناس